# Wassili Wassiljewitsch Wachruschew

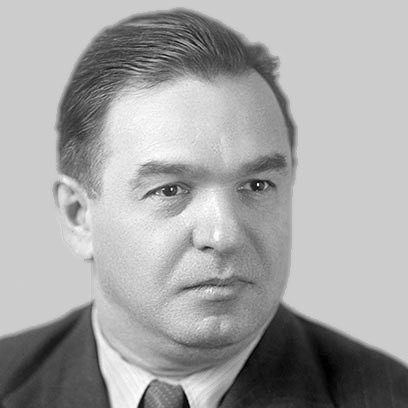
Wassili Wassiljewitsch Wachruschew

Wassili Wassiljewitsch Wachruschew (russisch Васи́лий Васи́льевич Ва́хрушев; * 15. Februarjul. / 28. Februar 1902greg. in Tula, Russisches Kaiserreich; † 13. Januar 1947 in Moskau) war ein sowjetischer Politiker der Kommunistischen Partei der Sowjetunion (KPdSU), der unter anderem zwischen 1938 und 1940 Vorsitzender des Rates der Volkskommissare der Russischen Sozialistischen Föderativen Sowjetrepublik (RSFSR) war.

## Leben

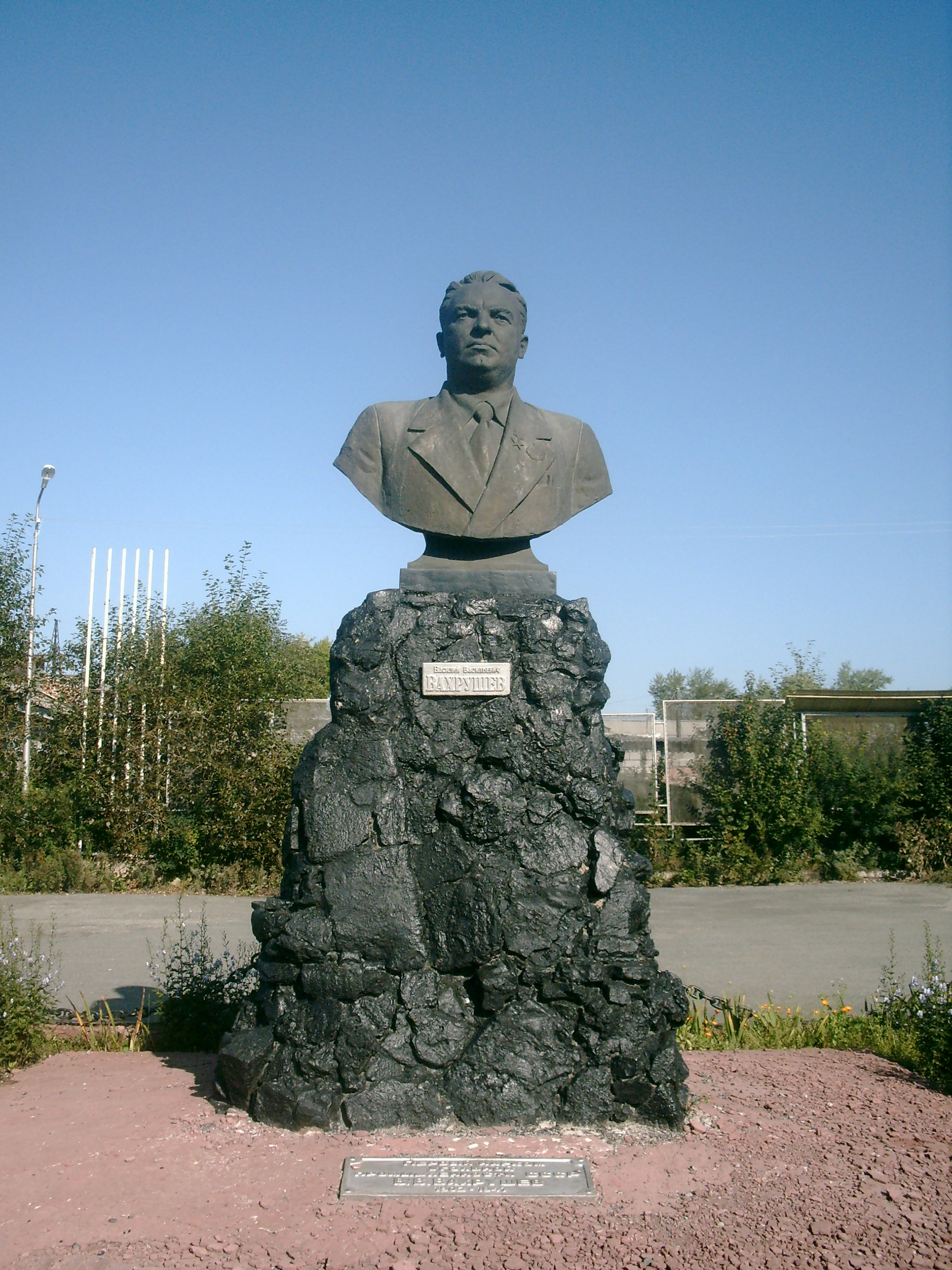
Denkmalbüste für Wassili Wassiljewitsch Wachruschew.

Wassili Wassiljewitsch Wachruschew stammte aus einer Arbeiterfamilie und war 1917 einer der Organisatoren der Arbeiterjugendgewerkschaft in Tula. Während des Russischen Bürgerkrieges meldete er sich freiwillig an die Front und engagierte sich dort politisch. 1919 wurde er Mitglied der Kommunistischen Partei der Sowjetunion (KPdSU). Nach dem Bürgerkrieg war er in leitenden Funktionen in Partei und Wirtschaft tätig sowie Direktor mehrerer Fabriken und zuletzt Direktor des Energieversorgungsunternehmens Mosenergo. Er war zwischen 1937 und 1938 Volkskommissar für lokale Industrie der Russischen Sozialistischen Föderativen Sowjetrepublik sowie 1938 stellvertretender Vorsitzender des Rates der Volkskommissare der RSFSR. 1938 wurde er zudem Deputierter des Obersten Sowjets der UdSSR, dem er in der ersten und zweiten Legislaturperiode bis zu seinem Tode 1947 angehörte.
Als Nachfolger von Nikolai Alexandrowitsch Bulganin wurde Wachruschew am 17. September 1938 Vorsitzender des Rates der Volkskommissare der Russischen Sozialistischen Föderativen Sowjetrepublik und bekleidete dieses Amt bis zum 2. Juni 1940, woraufhin Iwan Sergejewitsch Chochlow seine Nachfolge antrat. Auf dem XVIII. Parteitag der Allunionskommunistischen Partei der Bolschewiki (10.–21. März 1939) wurde er auch zum Mitglied des Zentralkomitees (ZK) gewählt und gehörte diesem Führungsgremium der Partei ebenfalls bis zu seinem Tode an. Zugleich übernahm er am 12. Oktober 1939 das Amt als Volkskommissar für Kohleindustrie der UdSSR und bekleidete dieses bis zum 19. Januar 1946. Daraufhin war er zwischen dem 19. Januar und dem 15. März 1946 erst Volkskommissar beziehungsweise nach der Umbenennung der Volkskommissariate vom 15. März 1946 bis zu seinem Tode am 13. Januar 1947 Minister für Kohleindustrie der östlichen Regionen der UdSSR.
Für seine Verdienste wurde Wassili Wachruschew 1943 Held der sozialistischen Arbeit und erhielt zwei Mal den Leninorden sowie den Orden des Roten Banners der Arbeit. Nach seinem Tode wurde er in der Nekropole an der Kremlmauer beigesetzt.